# Santiago Futebol Clube
O Santiago Futebol Clube é um clube desportivo português, com sede na Vila de Água de Pau, concelho de Lagoa, Ilha de São Miguel, no Arquipélago dos Açores.

## Futebol

### Histórico em Futebol(inclui 07/08)
|                   | Nº Presenças | Títulos |
| ----------------- | ------------ | ------- |
| Temporadas na 1ª  | 0            |         |
| Temporadas na 2ª  | 0            |         |
| Temporadas na 2ªB | 0            |         |
| Temporadas na 3ª  | Várias.      |         |
| Taça de Portugal  | Várias.      |         |
| Taça da Liga      | 0            |         |

### Classificações
| Escalão          | 00/01 | 01/02 | 02/03 | 03/04 | 04/05 | 05/06 | 06/07 | 07/08 | 08/09 |
| ---------------- | ----- | ----- | ----- | ----- | ----- | ----- | ----- | ----- | ----- |
| Liga Sagres      | -     | -     | -     | -     | -     | -     | -     | -     | -     |
| Liga Vitalis     | -     | -     | -     | -     | -     | -     | -     | -     |       |
| II Divisão       | -     | -     | -     | -     | -     | -     | -     | -     | -     |
| III Divisão      | -     | -     | -     | -     | -     | -     | -     | -     | -     |
| 1º Escalão Dist. | -     | -     | -     |       | -     | -     | -     | -     | -     |
| 2º Escalão Dist. | -     | -     | -     | -     | -     | -     | -     | -     | -     |
| 3º Escalão Dist. | -     | -     | -     | -     | -     | -     | -     | -     | -     |

## História
O clube foi fundado em 1963 e o seu actual presidente é Octávio Cabral. Actualmente a equipa sénior de futebol disputa a Campeonato Regional Associacao de Futebol de Ponta Delgada .

## Estádio
A equipa de futebol disputa os seus jogos em casa no Campo Mestre José Leste.